# Доримедонт (Чекан)
Епископ Доримедонт (рум. Episcopul Dorimedont, в миру Николай Фёдорович Чекан, рум. Nicolae Feodorovici Cecan; 4 марта 1961, село Петруня, Глодянский район, Молдавская ССР — 31 декабря 2006, Вена, Австрия) — епископ Молдавской митрополии Русской православной церкви, епископ Единецкий и Бричанский.

## Биография

### Образование и начало церковной карьеры
В 1979 году окончил Петруньскую среднюю школу. В 1979—1981 годах служил в рядах Советской Армии.
В 1983 году поступил в Московскую духовную семинарию. В 1986 году был принят в число братии Троице-Сергиевой Лавры, и 7 декабря того же года в Троицком соборе лавры наместником архимандритом Алексием (Кутеповым) был пострижен в монашество с именем Доримедонт в честь святого мученика Доримедонта.
6 января 1987 года в Успенском кафедральном соборе города Владимира архиепископом Серапионом (Фадеевым) был рукоположён во иеродиакона.
В 1987 году он окончил Московскую духовную семинарию и поступил в Московскую духовную академию.
27 декабря 1987 года в Чуфлинском Феодоро-Тироновском кафедральном соборе города Кишинёва архиепископом Серапионом (Фадеевым) был рукоположён во иеромонаха.
25 сентября 1990 года был назначен наместником Ново-Нямецкого Кицканского мужского монастыря, а 18 октября того же года — возведён в сан игумена.
30 мая 1991 года заочно окончил Московскую духовную академию.
8 января 1993 года епископом Бендерским Викентием (Морарём) был возведён в сан архимандрита.
3 июня 1993 года в Московской Духовной академии защитил кандидатскую диссертацию на тему: «Монастыри и монашеская жизнь в России в XIII—XIV веках».
В 1994 году назначен проректором Ново-Нямецкой Духовной семинарии.
29 января 1995 года был назначен проректором Кишинёвской духовной семинарии, а 28 мая 1997 года — председателем Отдела Кишинёвской митрополии по религиозному образованию и катехизации.
С 1996 года — член Богословской комиссии при Священном Синоде Русской Православной Церкви.

### Епископство
6 октября 1998 года решением Священного синода Русской православной церкви определён быть епископом Единецким и Бричанским, с освобождением от должности наместника данного монастыря.
8 ноября 1998 года в Богоявленском соборе города Москвы состоялась его хиротония во епископа Единецкого и Бричанского. Хиротонию совершили Патриарх Московский и всея Руси Алексий II, митрополит Крутицкий и Коломенский Ювеналий (Поярков), митрополит Кишинёвский и всея Молдовы Владимир (Кантарян), архиепископ Солнечногорский Сергий (Фомин), архиепископ Истринский Арсений (Епифанов), епископ Верейский Евгений (Решетников), епископ Орехо-Зуевский Алексий (Фролов), епископ Тираспольский и Дубоссарский Юстиниан (Овчинников) и епископ Богородицкий Кирилл (Наконечный).
В своей епархии основывал новые и восстанавливал старые монастыри, реставрировал и строил новые храмы, открывал духовные учебные заведения, посещал тюрьмы и дома престарелых, детские интернаты и школы. С его благословением и под его руководством печатались епархиальная периодика, богослужебные и богословские книги.
Диакон Андрей Кураев отозвался о нём так: «Доримедонт, епископ Единецкий и Бричанский (это север Молдавии), воспитанник Троице-Сергиевой Лавры. Человек подлинно монашеского устроения, любящий монашество, воссоздатель Кицканского монастыря. Причём монастырь он восстанавливал как копию русской Троице-Сергиевой Лавры. Даже музыкальные распевы были взяты из Троице-Сергиевой Лавры (хотя и на молдавском языке), а не из Румынии. Человек, умеющий располагать к себе, „заражать“ своей верой. Строитель и деятель. <…> Доримедонт чаще бывал заметен в столице (Кишинёве), чем в своей епархии. В шутку в церковных кругах его именовали „епископ Единецкий и всея Молдовы“. Во многих проектах, на многих встречах епископ Доримедонт заменял или опережал Кишиневского митрополита, что в конце концов создавало ситуацию двоевластия в Молдавской Церкви».

### Автокатастрофа и смерть
Ночью 5 декабря 2006 года направляясь на службу в Каларашовский монастырь, попал в автокатастрофу на севере Молдавии: в условиях темноты и сильного тумана водитель не справился с управлением, автомобиль вылетел на обочину и дважды перевернулся. На вертолёте был доставлен в больницу в Кишинёве, где ему была сделана сложная операция, длившаяся около десяти часов и не давшая положительных результатов. С момента аварии находился в коме и был парализован.
Был перевезен в Австрию, где ему вновь была сделана операция. Однако, его состояние в палате интенсивной терапии венской клиники «Лоренц Бёлер» неуклонно ухудшалось. 30 декабря епископом Венским и Австрийским Иларионом (Алфеевым) и настоятелем Никольского собора протоиереем Владимиром Тыщуком над ним было совершено Елеосвящение.
31 декабря 2006 года скончался, не приходя в сознание.